# جو بال (قاتل متسلسل)
جو بال (بالإنجليزية: Joe Ball) هو قاتل متسلسل أمريكي، ولد في 6 يناير 1892 في تكساس في الولايات المتحدة، وتوفي في 24 سبتمبر 1938 في إلميندورف في الولايات المتحدة بسبب إصابة بعيار ناري.